# Solen digitalis
Solen digitalis is een tweekleppigensoort uit de familie van de Solenidae. De wetenschappelijke naam van de soort is voor het eerst geldig gepubliceerd in 1891 door Jousseaume.